# Якутские имена
Когда якуты и другие народы, населявшие данную территорию, принимали православие, под русским влиянием среди якутов распространилась христианская ономастика, почти полностью вытеснив дохристианские якутские имена[кто?]. В литературных произведениях и обиходе распространены якутизированные варианты христианских имен
Мужские имена: Ньукулай — Николай, Былаадьык — Владик, Уйбаан — Иван, Лэгэнтэй — Иннокентий, Дьөгүөр — Егор, Охонооһой — Афанасий, Киргиэлей — Григорий, Сүөдэр — Федор, Бүөтүр, Бүөтэр, Бүөккэ — Пётр, Былатыан — Платон, Байбал — Павел, Мэхээлэ, Мэхээс — Михаил, Маппыай — Матвей, Сэмэн — Семён, Дьаакып — Яков, Хабырыылла — Гавриил, Хабырыыс — Гаврил, Микиитэ — Никита, Арамаан — Роман, Миитэрэй — Дмитрий, Баhылай, Бааска — Василий, Дьууруй — Юрий, Арааппа - Ральф 
Женские имена: Натааhа — Наташа, Маарыйа — Мария, Балааҕыйа — Пелагея, Боккуойа — Прасковья, Өлөөнө — Елена, Огдооччуйа — Евдокия, Ааныс — Анна, Мотуруона — Матрёна, Сүөкүччэ — Фёкла, Өкүлүүнэ, Өкүлүүн — Акулина, Өрүүнэ — Ирина и т. п.
В 2012 году законодательно приняты обозначения отцовства в общегражданском паспорте: уола — сын (-вич), кыыһа — дочь (-вна). К примеру: 
1. Уйбаан (отец) уола Алампа (сын) — Анемподист Иванович.
2. Арамаан (отец) кыыһа Маарыйа (дочь) — Мария Романовна.

## Личные имена
Традиционные личные имена обычно имеют буквальное значение (названия животных, растений, других объектов природы). В прошлом был распространён обычай давать ребёнку «отвратительное» имя, дабы отпугнуть злых духов — известный и у других народов языческий обычай.  
Якуты всегда очень серьёзно относились к выбору имени новорождённому. Они считали, что в имени человека заключена могучая сила, которая может защитить ребёнка от недругов и болезней, наделить его положительными качествами. Родители называли детей Саргылаана (счастье), Кытаанах (крепкий), Ордук (лучший), Бэрт (доблестный) в надежде на то, что духи услышат их пожелания и помогут детям соответствовать своим именам. Якутские имена мальчиков и девочек часто образовывались от названий сильных, ловких зверей и птиц, призванных «поделиться» своими навыками с детьми — Бөрө («волк»), Мохсоҕол («сокол»»), Хотой («орёл»).